# Angelica major
Angelica major é uma espécie de planta com flor pertencente à família Apiaceae. 
A autoridade científica da espécie é Lag., tendo sido publicada em Genera et species plantarum 13. 1816.
Os seus nomes comuns são amores ou angélica.

## Portugal
Trata-se de uma espécie presente no território português, nomeadamente em Portugal Continental.
Em termos de naturalidade é nativa da região atrás referida.

## Protecção
Não se encontra protegida por legislação portuguesa ou da Comunidade Europeia.